# Mozart: 38. szimfónia
Wolfgang Amadeus Mozart No. 38-as D-dúr szimfóniája, a köztudatban mint „Prágai szimfónia” terjedt el, és a legfrissebb Mozart kutatások is az anekdoták igazságtartalmát támasztják alá; Köchel-jegyzékszáma 504-es.
A Figaro házassága és a Don Giovanni között eltelt esztendő legjelentősebb szimfonikus alkotása a cikk tárgya, amelyet 1786. december 6-án, Bécsben fejezett be szerzője, legalábbis a kézirat végén ez áll. Megírására minden bizonnyal a közeli prágai utazás ösztönözte: 1787. január 19-én a művet elő is ad(at)ta Prágában, kirobbanó siker mellett.
Bécsi népszerűsége ekkor már leáldozóban volt, de Prágában kitörő lelkesedéssel fogadták. "Itt másról sem beszélnek, mint a Figaróról… az udvariasság és a megtiszteltetés megannyi jegyével halmoznak el, és Prága valóban nagyon szép és kellemes város" – írta Mozart egyik Bécsbe címzett levelében. Zongoraművészként és karmesterként egyaránt fellépett. A Figaro egyik előadását és új szimfóniáját maga vezényelte el. Prágai sikerei fontos szerződést eredményeztek, a Don Giovanni megrendelésével zsebében tért haza Bécsbe.
A Prágai szimfóniát és az akkoriban keletkezett műveket Mozart "késői", letisztultabb, elmélyültebb, inkább a kidolgozottság, a kontrapunktika irányába fejlődő stílusának nyitányaként is tekinthetjük.

## Tételek
Ehhez a szimfóniához a zeneszerző nem írt menüettet – az olasz sinfoniától még mindig nem szakadt el végképp, és a prágaiak ehhez a típushoz voltak szokva. De feltehető az is, hogy a szimfóniában kifejezett súlyos mondanivalóhoz nem illett a menüett, ezért hagyta el Mozart a szokásos tánctételt.
A D-dúr alaphangnem a ragyogás, a pompa, a vidámság hangneme, a komponálás technikája pedig inkább a motivikus fejlesztés elvén alapul, és nem az állandó tematikus anyag használatán.

### Adagio – Allegro
Az első tételt – a „Linzi” szimfóniához hasonlóan – súlyos drámai akcentusokban bővelkedő lassú bevezetés előzi meg, amely hangvételében már a Don Giovanni előhírnöke. Súlyosabb és terjedelmesebb ez a bevezetés, mint bármely másik szimfóniájáé.
De a gyors főtétel szinkópáinak izgatottsága is visszatér majd a Don Giovanni nyitányában. A tétel tematikája rendkívül egységes, ez is feltehetően Haydn öröksége. A dúrban és mollban váltakozva felhangzó melléktéma ismét Mozart „tragikus névjegye”: ugyancsak a Don Giovanni intonációs köréhez tartozó motívum.
Formája szokatlan a szimfónia nyitótételek között, inkább a ritornelles struktúrának nevezhetnénk, mint szonátaformának.

### Andante
A lírai Andante ezúttal inkább baljós, mint bájos zenéje szintén beleillik ebbe a stíluskörbe, a Don Giovanni démoni és tragikus hangulatvilágába. A tétel a rövid motivikus gondolatok állandóan változó, fejlődő ismétlésén alapul.

### Finale. Presto
Elengedettebb karakterű zene a Finale. Az előző tétellel szemben a Figaróhoz kapcsolódik, a „bolond nap” minden izgatottságát, cselszövő mozgalmasságát felidézi. Szerkezete az első tételéhez hasonló, legfeljebb hangulata oldottabb amazénál.
Természetesen minden programgondolattól mentes, tisztán zenei jellegű ötletek teszik oly izgalmassá ezt a tételt.

## Hangszerelés
A mű megszólaltatásához a következő hangszerek kellenek: 2 fuvola, 2 oboa, 2 fagott, 2 kürt, 2 trombita, timpani és vonóskar.

## Külső hivatkozások
- K504 Symphony #38 in D "The LONDON Symphony" ??? – Dennis Pajot írása a Mozart Forumon
- K504 The "Prague" Symphony – Gary Smith írása a Miozart Forumon
- K504 Symphony Prague – Ulrich Blees írása a Mozart Forumon